# جوزف لاشل
جوزف لاشل (به انگلیسی: Joseph LaShelle) فیلمبردار آمریکایی سینمای هالیوود و برنده جایزه اسکار بهترین فیلمبرداری سال ۱۹۴۴ بود.

## فیلمشناسی
- آپارتمان (۱۹۶۰)
- چیزی برای پرندگان (۱۹۵۲)
- لورا (۱۹۴۴)
- می‌خواهی بخواه، نمی‌خواهی نخواه (۱۹۴۴)